# Arnold Naudain
Arnold Naudain, född 6 januari 1790 i Kent County i Delaware, död 4 januari 1872 i Odessa i Delaware, var en amerikansk politiker. Han representerade delstaten Delaware i USA:s senat 1830-1836.
Naudain utexaminerades 1806 från College of New Jersey (numera Princeton University).  Han avlade 1810 sin läkarexamen vid University of Pennsylvania och inledde sedan sin karriär som läkare i Dover, Delaware. Han deltog i 1812 års krig.
Senator Louis McLane avgick 1829 och Naudain valdes till hans efterträdare. Naudain tillträdde som senator den 13 januari 1830. Han förlorade guvernörsvalet i Delaware 1832 mycket knappt mot demokraten Caleb P. Bennett. Naudain var motståndare till demokraterna och Andrew Jackson. Han gick med i whigpartiet i samband med att partiet bildades. Han avgick 1836 och efterträddes som senator av Richard H. Bayard.
Naudain gravsattes på Old Drawyers Church Cemetery i Odessa, Delaware.